# Wort in der Zeit
Wort in der Zeit war eine österreichische Literaturzeitschrift, die in den Jahren 1955 bis 1966 im Stiasny Verlag (Graz, Wien) in monatlichen Heften erschien. Sie wurde bis 1965 von Rudolf Henz, ab 1963 gemeinsam mit Gerhard Zerling, herausgegeben. Herausgeber der letzten sechs Ausgaben im Jahr 1966 waren Humbert Fink und Gerhard Zerling.
Erklärtes Ziel der von öffentlicher Hand subventionierten Literaturzeitschrift war einerseits die Förderung junger österreichischer Schriftsteller, andererseits die Stärkung des Selbstbewusstseins der österreichischen Dichtung und Literatur überhaupt. Nicht zufällig fiel ihre Gründung in das Jahr des österreichischen Staatsvertrags.
Rudolf Henz leitete in diesem Sinn das Vorwort des Herausgebers mit einer programmatischen Erklärung ein:

„Unsre Monatsschrift will allein der Dichtung dienen und nicht einer literarischen Gruppe oder Richtung. Wenn wir noch dazu die österreichische Dichtung voranstellen, dann mag unser Vorhaben noch kühner erscheinen. Dennoch empfinden wohl mit uns alle am Schrifttum interessierten Kreise den Mangel eines Organs, das, über reine Buchbesprechungen hinaus, die Dichtung in Österreich wertet und einordnet, soweit dies für Zeitgenossen überhaupt möglich ist. Während nämlich die Kritik in Österreich das ausländische Schrifttum mit großer Sorgfalt verfolgt, während es in österreichischen literarischen Kreisen zum guten Ton gehört, die wesentlichen Werke des Weltschrifttums der Gegenwart zu kennen und sich mit ihnen zu beschäftigen, gilt es umgekehrt ganz und gar nicht als ungezogen, vom österreichischen Schrifttum wenig oder nichts zu wissen. Daß dabei das fremdsprachige Ausland oft die literarischen Zusammenhänge zwischen dem alten und dem neuen Österreich nicht begreift und etwa Rainer Maria Rilke und Franz Kafka zu Tschechoslowaken oder Ödön von Horvath zu einem Ungarn stempelt, unterstreicht nur diese Behauptung.“
Die veröffentlichten Texte und Gedichte stammten unter anderem von H.C. Artmann, Otto Basil, Konrad Bayer, Thomas Bernhard, Felix Braun, Walter Buchebner, Christine Busta, Herbert Eisenreich, Gerhard Fritsch, Albert Paris Gütersloh, Rudolf Henz, Ernst Jandl, Wolfgang Kraus, Alexander Lernet-Holenia, Wieland Schmied und Ernst Schönwiese.
Mit dem wirtschaftlichen Zusammenbruch des Stiasny Verlages wurde auch Wort in der Zeit eingestellt. Als Nachfolgerin kann die seit 1966 im Otto Müller Verlag erscheinende und unter anderem wieder von Rudolf Henz herausgegebene Literaturzeitschrift Literatur und Kritik bezeichnet werden.